# Kommunikation hos dyr
Kommunikation hos dyr er en dansk dokumentarfilm fra 1978, der er instrueret af Leif Stubkjær efter manuskript af Ulla Schmidt.

## Handling
Dyr og mennesker kommunikerer på mange forskellige måder og anvender forskellige kommunikationsformer. Filmen viser en række ikke-sproglige situationer hos dyr, der "fortæller", hvem de er, kampe og signaler for underkastelse hos hunde og katte osv. Filmen slutter med at drage paralleller til menneskers ikke-sproglige signaler.